# Repeaters – Tödliche Zeitschleife
Repeaters – Tödliche Zeitschleife (Originaltitel: Repeaters) ist ein kanadischer Thriller aus dem Jahr 2010. Regie führte Carl Bessai, das Drehbuch schrieb Arne Olsen.

## Handlung
Kyle, Michael und Sonia sind Insassen eines Rehabilitationszentrums für Suchtkranke. Bei einem Gewitter erleiden alle drei einen Stromschlag. Nun stecken sie in einer Zeitschleife fest und erleben immer wieder denselben Tag aufs neue. Während am Anfang noch Partys mit Besäufnissen anstehen und Drogen ausgelassen konsumiert werden, spaltet sich Michael mehr und mehr ab, er erschießt Polizisten, macht sich über ein Mädchen her oder wird anderweitig gewalttätig.
Sonia und Kyle kommen sich näher und versuchen Gutes zu tun, Sonia kann noch ein letztes Mal ihren wegen sexuellem Missbrauch verhassten Vater sehen während Kyle seine Sorge um seine kleine Schwester zum Ausdruck bringt. Als plötzlich Schnee fällt wird klar, dass die tägliche Wiederholung nun vorbei ist. Michael gerät in Panik, da er zwei Arbeiter erschossen hat. Nachdem er Kyles Schwester als Geisel genommen hat, begeht er Selbstmord. Er hat eine Aussprache mit seinem inhaftierten Vater nicht erreichen können.

## Kritik
Moritz Stock von Filmstarts.de findet, der Film unterhalte „vor allem durch simple aber effektive Spannungsmomente“, das „dramatische Potenzial der interessanten Prämisse“ bliebe „aber ungenutzt“.